# Упсала (округ)
Округ Упсала (швед. Uppsala län) је округ у Шведској, у источном делу државе. Седиште округа је истоимени град Упсала.
Округ је основан 1634. године.

## Положај округа
Округ Упсала се налази у источном делу Шведске. Њега окружују:
- са севера: Балтичко море (Ботнијски залив),
- са истока: Округ Стокхолм,
- са југа: Округ Седерманланд,
- са запада: Округ Вестманланд,
- са северозапада: Округ Даларна и Округ Јевлеборј.

## Природне одлике
Рељеф: У округу Упсала преовлађују нижа, равничарска и благо заталасана подручја. Цео округ је до 120 метара надморске висине.
Клима: У округу Упсала влада Континентална клима.
Воде: Округ Упсала је приморски округ у Шведској, јер га Балтичко море, тачније Ботнијски залив, запљускује са севера и североистока. Морска обала је веома разуђена, са много острваца и малих залива. У унутрашњости постоји низ ледничких језера, од којих је најважније Меларен, треће по величини у Шведској. Оно чини јужну границу округа.

## Историја
Подручје данашњег округа покрива већи део историјске области Упланд.
Данашњи округ је основан 1634. године. Последња промена граница десила се 2007. године, када је округ добио једну општину од округа Вестманланд.

## Становништво
По подацима 2011. године у округу Упсала живело је близу 340 хиљада становника. Последњих година број становника расте и то брже од већине округа у држави.
Густина насељености у округу је преко 40 становника/км², што је готово двоструко више од државног просека (23 ст./км²).

## Општине и градови
Округ Упсала има 8 општина. Општине су:
| - Енћепинг - Естхамар - Книвста - Олвкарлеби | - Тијерп - Упсала - Хеби - Хобо |

Градови (тачније „урбана подручја") са више од 10.000 становника: 
- Упсала - 140.000 ст.
- Енћепинг - 21.000 ст.
- Болста - 14.000 ст.